# Максимов Микола Лаврентійович
Мико́ла Лавре́нтійович Макси́мов (Макси́мів)  (*25 жовтня 1880 Санкт-Петербург — † 15 листопада 1961 Ніцца) — український військовий діяч часів національно-визвольних змагань 1917—1919 років, контрадмірал, міністр морських справ Української Держави.

## Життєпис
Випускник Морського корпусу «по 1-му розряду» та Миколаївської морської академії.
Учасник російсько-японської війни 1904—1905 років та захисник фортеці Порт-Артур.
14 квітня 1913 року — присвоєно звання капітан II рангу.
Герой Першої світової війни. До 1915 р. був нагороджений орденами: Св. Георгія 4-го ступеня, Св. Станіслава 2-го ст. з мечами, Св. Станіслава 3-го ст. з мечами та бантом, Св. Анни 3-го ст. з мечами та бантом, Св. Анни 4-го ст., медаллю «За хоробрість» та іншими нагородами.
Працював у головному штабі Чорноморського флоту.
Після Лютневої революції 1917 року активно підтримує процес українізації Чорноморського флоту.
За часів Центральної Ради вступив на українську військову службу.
24 квітня 1918 року була створена Комісії «для утворення загальних штатів» українського флоту. Головою комісії було призначено Михайла Білинського. Членами комісії стали старшини М. Максимов, М. Остроградський, В. Дашкевич-Горбацький. Комісія була уповноважена запрошувати на свої засідання представників від інших міністерств, їй було наказано «негайно приступити до праці, а для своєї потреби користуватись Канцелярією правничого департаменту».
З приходом до влади гетьмана Павла Скоропадського, розбудові національних військово-морських сил стало приділятися значно більше уваги. Одним з перших морських офіцерів, які звернулися до Гетьмана з конкретним планом дій по розбудові українського флоту, був Микола Максимов.
5 травня 1918 року — призначений товаришем (заступником) міністра Морських справ Української держави. Як згодом характеризував Миколу Максимова у своїх мемуарах Павло Скоропадський: "Гетьман характеризував так: «.. я не жалкую, що його призначив. Ця людина була щиро відданою своїй справі і вибивалася з сил, щоб як-небудь зібрати залишки того колосального майна, яке ще так недавно представляв наш Чорноморський флот». Свою роботу капітану 1 рангу Максимову та його соратникам прийшлося починати майже «з нуля». Адже, за час існування Центральної Ради, вона не зробила майже нічого для створення регулярної боєздатної української армії та флоту.
Згідно з розпорядженням Скоропадського, Максимов зібрав нараду з найдосвідченіших офіцерів й адміралів, які прихильно ставилися до ідеї відтворення Українських військово-морських сил. За її результатами 10 травня 1918 року Гетьман створив спеціальну комісію на чолі з віце-адміралом Андрієм Покровським по реформуванні Морського відомства. До складу комісії увійшли: віце-адмірал О.Хоменко, контрадмірали Д. Ненюков, О. Кликов, П. Патон-де-Верайон та капітан 1 рангу М. Максимов. 1 червня ця комісія представила Морському Генеральному штабу план будівництва і реформування військового флоту України. Затверджений гетьманом, він став основою будівництва національного флоту Української Держави.
У травні М. Максимів своїм наказом по флоту затвердив перелік військових звань у ВМС: корабельний гардемарин, мічман, лейтенант, старший лейтенант, капітан 2-го рангу, капітан 1-го рангу, контрадмірал, віце-адмірал, адмірал.
У травні — червні 1918 р. Морське міністерство вже мало у своєму складі такі підрозділи: Головний штаб, Генеральний штаб, Головну морську господарчу управу, Головну управу кораблебудування, Головну морську медично-санітарну управу, Головну військово-судову управу, Особистий відділ військово-морської освіти, Канцелярію міністра тощо.
17 липня 1918 року товариш Морського міністра М.Максимів надіслав Міністру закордонних справ опис та малюнок військового прапора Української Держави, затвердженого Гетьманом. Цей прапор, також, було наказано підняти на всіх кораблях українських ВМС.
У серпні 1918 року — в.о. міністра Морських справ. Займається питаннями організаційної діяльності міністерства та взаємодії с флотами та підрозділами, що поступово переходять після німецького управління у підпорядкування Української Держави, а також питаннями добудови військових кораблів на суднобудівельних заводах у Миколаєві.
Восени 1918 року присвоєно звання контрадмірал.
14 листопада 1918 року Андрія Покровського було призначено Міністром морських справ Української Держави, а його заступниками стали: контрадмірал Микола Максимов в Одесі та контрадмірал Олександр Гадд у Києві.
Після антигетьманського перевороту залишився в Криму.
З 1920 року — в еміграції.
22 квітня 1930 року очолив «Алжирську групу Військово-Морського союзу».
Помер у Ніцці (Франція) 15 листопада 1961 року.